# DDR-Bestenermittlung im Frauenfußball 1982
Die 4. DDR-Bestenermittlung des DFV im Frauenfußball fand 1982 statt.  Der Wettbewerb begann am 20. Juni 1982 mit der Vorrunde und endete am 3. Oktober 1982 mit der Titelverteidigung der BSG Turbine Potsdam, die während des Wettbewerbs verlustpunktfrei und ohne Gegentreffer blieben.

## Teilnehmende Mannschaften
An der DDR-Bestenermittlung im Frauenfußball nahmen die Sieger der 14 Bezirksmeisterschaften der DDR-Bezirke und der Ost-Berliner Meisterschaft teil.
Für die Vorrunde qualifizierten sich folgende vierzehn Bezirksmeister und der Meister aus Ost-Berlin:
| - Bezirk Rostock BSG Post Rostock - Bezirk Schwerin BSG Aufbau Schwerin - Bezirk Neubrandenburg BSG NGMB Neubrandenburg - Bezirk Potsdam BSG Turbine Potsdam (TV) - Ost-Berlin BSG EAB 47 Berlin (TV) – Titelverteidiger | - Bezirk Frankfurt (Oder) BSG Chemie PCK Schwedt - Bezirk Magdeburg BSG Aktivist Stendal SG Handwerk Magdeburg (Vizemeister) - Bezirk Halle BSG Chemie Wolfen - Bezirk Leipzig BSG Chemie Leipzig - Bezirk Cottbus BSG Aktivist Schwarze Pumpe | - Bezirk Dresden BSG Aufbau Dresden-Ost - Bezirk Karl-Marx-Stadt BSG Numerik Karl-Marx-Stadt - Bezirk Erfurt BSG Fortschritt Erfurt - Bezirk Gera BSG Modedruck Gera - Bezirk Suhl BSG Aufbau Pferdsdorf |

## Modus
In der Vorrunde wurden fünf Gruppen mit je drei Mannschaften nach möglichst territorialen Gesichtspunkten gebildet, die jeweils in einem Turnier nach dem Modus „Jeder gegen Jeden“ den Teilnehmer für die Endrunde ausspielten. Im Endrunden-Turnier ermittelten dann die fünf Gruppensieger wieder nach dem Modus „Jeder gegen Jeden“ à zweimal 20 Minuten den vierten Titelträger im DDR-Frauenfußball.

## Vorrunde

### Gruppe 1
Die Spiele der Gruppe 1 wurden am 20. Juni 1982 auf dem Städtischen Sportplatz von Schwedt ausgetragen.
|                         | Ergebnis |                         |
| ----------------------- | -------- | ----------------------- |
| BSG Post Rostock        | 0:2      | BSG Chemie PCK Schwedt  |
| BSG NGMB Neubrandenburg | 3:1      | BSG Post Rostock        |
| BSG Chemie PCK Schwedt  | 4:0      | BSG NGMB Neubrandenburg |

Abschlusstabelle
| Pl. | Mannschaft              | Sp. | S | U | N | Tore    | Diff. | Punkte |
| --- | ----------------------- | --- | - | - | - | ------- | ----- | ------ |
| 1.  | BSG Chemie PCK Schwedt  | 2   | 2 | 0 | 0 | 006:000 | +6    | 04:0   |
| 2.  | BSG NGMB Neubrandenburg | 2   | 1 | 0 | 1 | 003:500 | −2    | 02:20  |
| 3.  | BSG Post Rostock        | 2   | 0 | 0 | 2 | 001:500 | −4    | 0:40   |

### Gruppe 2
Die Spiele der Gruppe 2 wurden am 3. Juli 1982 um 14.00 Uhr im Dossestadion von Wusterhausen/Dosse vor 450 Zuschauern ausgetragen.
|                     | Ergebnis |                     |
| ------------------- | -------- | ------------------- |
| BSG Turbine Potsdam | 6:0      | BSG Aufbau Schwerin |
| BSG Aufbau Schwerin | 0:6      | BSG EAB 47 Berlin   |
| BSG EAB 47 Berlin   | 0:2      | BSG Turbine Potsdam |

Abschlusstabelle
| Pl. | Mannschaft          | Sp. | S | U | N | Tore    | Diff. | Punkte |
| --- | ------------------- | --- | - | - | - | ------- | ----- | ------ |
| 1.  | BSG Turbine Potsdam | 2   | 2 | 0 | 0 | 008:000 | +8    | 04:0   |
| 2.  | BSG EAB 47 Berlin   | 2   | 1 | 0 | 1 | 006:200 | +4    | 02:20  |
| 3.  | BSG Aufbau Schwerin | 2   | 0 | 0 | 2 | 000:120 | −12   | 0:40   |

### Gruppe 3
Das Spiel der Gruppe 3 wurde am 27. Juni 1982 im Wolfener Stadion an der Jahnstraße ausgetragen.
Nach der Absage der BSG Aufbau Pferdsdorf, sandte der Bezirk Magdeburg statt Bezirksmeister Aktivist Stendal den Zweiten die SG Handwerk Magdeburg.
|                   | Ergebnis |                       |
| ----------------- | -------- | --------------------- |
| BSG Chemie Wolfen | 3:1      | SG Handwerk Magdeburg |

### Gruppe 4
Die Spiele der Gruppe 4 wurden am 3. Juli 1982 um 14.00 Uhr auf der Sportanlage der Chemiearbeiter der Wilhelm-Pieck-Stadt Guben vor 300 Zuschauern ausgetragen.
|                             | Ergebnis |                             |
| --------------------------- | -------- | --------------------------- |
| BSG Chemie Leipzig          | 5:0      | BSG Aktivist Schwarze Pumpe |
| BSG Aktivist Schwarze Pumpe | 0:2      | BSG Aufbau Dresden-Ost      |
| BSG Aufbau Dresden-Ost      | 1:2      | BSG Chemie Leipzig          |

Abschlusstabelle
| Pl. | Mannschaft                  | Sp. | S | U | N | Tore    | Diff. | Punkte |
| --- | --------------------------- | --- | - | - | - | ------- | ----- | ------ |
| 1.  | BSG Chemie Leipzig          | 2   | 2 | 0 | 0 | 007:100 | +6    | 04:0   |
| 2.  | BSG Aufbau Dresden-Ost      | 2   | 1 | 0 | 1 | 003:200 | +1    | 02:20  |
| 3.  | BSG Aktivist Schwarze Pumpe | 2   | 0 | 0 | 2 | 000:700 | −7    | 0:40   |

### Gruppe 5
Die Spiele der Gruppe 5 wurden am 3. Juli 1982 um 15.00 Uhr in Gera-Zwötzen im Stadion der Textilarbeiter vor 250 Zuschauern ausgetragen.
|                             | Ergebnis |                             |
| --------------------------- | -------- | --------------------------- |
| BSG Numerik Karl-Marx-Stadt | 1:0      | BSG Modedruck Gera          |
| BSG Modedruck Gera          | 1:3      | BSG Fortschritt Erfurt      |
| BSG Fortschritt Erfurt      | 1:1      | BSG Numerik Karl-Marx-Stadt |

Abschlusstabelle
| Pl. | Mannschaft                  | Sp. | S | U | N | Tore    | Diff. | Punkte |
| --- | --------------------------- | --- | - | - | - | ------- | ----- | ------ |
| 1.  | BSG Fortschritt Erfurt      | 2   | 1 | 1 | 0 | 004:200 | +2    | 03:10  |
| 2.  | BSG Numerik Karl-Marx-Stadt | 2   | 1 | 1 | 0 | 002:100 | +1    | 03:10  |
| 3.  | BSG Modedruck Gera          | 2   | 0 | 0 | 2 | 001:400 | −3    | 0:40   |

## Endrunde
Die Endrunde fand vom 2. bis 3. Oktober 1982 im Waldstadion von Lauchhammer statt, die täglich 1.500 Zuschauer sahen. Das Turnier mit den fünf teilnehmenden Mannschaften wurde im Modus „Jeder-gegen-jeden“ in zehn Spielen à zweimal 20 Minuten ausgetragen.

### Spiele
| Samstag, 2. Oktober 1982 ab 13.00 Uhr |     |                        |                                                                                              |
| BSG Chemie PCK Schwedt                | 0:0 | BSG Chemie Leipzig     |                                                                                              |
| BSG Turbine Potsdam                   | 3:0 | BSG Fortschritt Erfurt | 1:0 Funke (14. Handstrafstoß), 2:0 Plagge (16.), 3:0 Seidel (25.)                            |
| BSG Chemie Wolfen                     | 1:3 | BSG Chemie PCK Schwedt | 1:0 Weißbach (2.), 1:1 K. Richter (24.), 1:2 A. Richter (30. Foulstrafstoß), 1:3 Paetz (38.) |
| BSG Chemie Leipzig                    | 0:2 | BSG Turbine Potsdam    | 0:1 Grüner (15.), 0:2 Grüner (34.)                                                           |
| BSG Fortschritt Erfurt                | 2:1 | BSG Chemie Wolfen      | 0:1 Mieth (11. Foulstrafstoß), 1:1 Scheit (18.), 2:1 Scheit (29.)                            |
| Sonntag, 3. Oktober 1982 ab 9.30 Uhr  |     |                        |                                                                                              |
| BSG Chemie PCK Schwedt                | 0:3 | BSG Turbine Potsdam    | 0:1 Plagge (8.), 0:2 Grüner (10.), 0:3 Seidel (32.)                                          |
| BSG Chemie Leipzig                    | 2:1 | BSG Fortschritt Erfurt | 0:1 Bussenius (10.), 1:1 Schumann (14.), 2:1 Heimann (31.)                                   |
| BSG Turbine Potsdam                   | 3:0 | BSG Chemie Wolfen      | 1:0 Henning (7.), 2:0 Henning (12.), 3:0 Grüner (38.)                                        |
| BSG Fortschritt Erfurt                | 0:4 | BSG Chemie PCK Schwedt | 0:1 Fuhrmann (6.), 0:2 Schiele (15.), 0:3 Fuhrmann (31.), 0:4 Schiele (39.)                  |
| BSG Chemie Wolfen                     | 0:2 | BSG Chemie Leipzig     | 0:1 Thust (31.), 0:2 Carolin (38. Foulstrafstoß)                                             |

### Abschlusstabelle
| Pl. | Mannschaft             | Sp. | S | U | N | Tore    | Diff. | Punkte |
| --- | ---------------------- | --- | - | - | - | ------- | ----- | ------ |
| 1.  | BSG Turbine Potsdam    | 4   | 4 | 0 | 0 | 011:000 | +11   | 08:0   |
| 2.  | BSG Chemie PCK Schwedt | 4   | 2 | 1 | 1 | 007:400 | +3    | 05:30  |
| 3.  | BSG Chemie Leipzig     | 4   | 2 | 1 | 1 | 004:300 | +1    | 05:30  |
| 4.  | BSG Fortschritt Erfurt | 4   | 1 | 0 | 3 | 003:100 | −7    | 02:60  |
| 5.  | BSG Chemie Wolfen      | 4   | 0 | 0 | 4 | 002:100 | −8    | 0:80   |

### Statistik

#### Torschützenkönigin
|    | Spielerin       | Mannschaft             | Tore |
| -- | --------------- | ---------------------- | ---- |
| 1. | Michaela Grüner | BSG Turbine Potsdam    | 4    |
| 2. | Heike Plagge    | BSG Turbine Potsdam    | 2    |
| 2. | Sabine Seidel   | BSG Turbine Potsdam    | 2    |
| 2. | Erika Henning   | BSG Turbine Potsdam    | 2    |
| 2. | Heike Schiele   | BSG Chemie PCK Schwedt | 2    |
| 2. | Marion Fuhrmann | BSG Chemie PCK Schwedt | 2    |
| 2. | Andrea Scheit   | BSG Fortschritt Erfurt | 2    |

#### Beste Torhüterin
- Astrid Bramow (BSG Chemie PCK Schwedt)

#### Beste Spielerin
- Andrea Funke (BSG Turbine Potsdam)

#### Schiedsrichter
- Bernd Robel (Briesen), Klaus Löwe (Falkenberg), Barz (Herzberg), Böhm (Ortrand), Eberhard Kurtz (Tettau) und Klaus-Dieter Voigt (Senftenberg)

## Siegermannschaft
| 1.                           | BSG Turbine Potsdam |
| Logo der BSG Turbine Potsdam | - Spielerinnen: Marianne Fritze, Dana Neithardt, Elke Mertens, Martina Hoffmeister, Doris Schmidt , Erika Henning, Andrea Funke, Heike Braune, Sabine Seidel, Michaela Grüner, Heike Plagge, Ines Nichelmann, Gisela Liedemann, Ines Kulick, Heike Hoffmann - Übungsleiter: Bernd Schröder |